# Nikodem Kazimierz Woronicz
Nikodem Kazimierz Woronicz na Szumsku herbu Pawęża (zm. 1761) – kasztelan kijowski w latach 1748–1760, podkomorzy kijowski w 1748 roku, chorąży kijowski w latach 1744–1748, chorąży owrucki w latach 1733–1744, sędzia grodowy kijowski w 1723 roku, podczaszy owrucki w latach 1718–1724, podwojewodzi kijowski, rotmistrz i pułkownik wojsk koronnych, starosta ostrski.
Syn Jana Samuela, stolnika kijowskiego i Zuzanny z Dunin Karwickich. Żonaty z Joanną z Potockich oraz z Jadwigą z Jabłonowskich.
Poseł na sejm z limity 1719/1720 roku z województwa kijowskiego. Poseł sejmiku kijowskiego na sejm konwokacyjny 1733 roku. Był członkiem konfederacji generalnej zawiązanej 27 kwietnia 1733 roku na tym sejmie. Był elektorem Stanisława Leszczyńskiego w 1733 roku. Jako deputat  z województwa kijowskiego podpisał pacta conventa Stanisława Leszczyńskiego w 1733 roku. Był marszałkiem województwa kijowskiego w konfederacji dzikowskiej 1734 roku. Poseł województwa podolskiego na sejm 1746 roku.
Ufundował w 1751 kościół parafialny katolicki Św Kazimierza w Trojanowie, w 1752 cerkiew Św Eliasza w Trojanowie, wyposażył cerkiew w 1755 w Czernelówce.
Rozbił w 1736 Kozaków pod Nowoserbią. 
W 1750 roku odznaczony został Orderem Orła Białego.